# Pavillon Bahnhofstraße 12

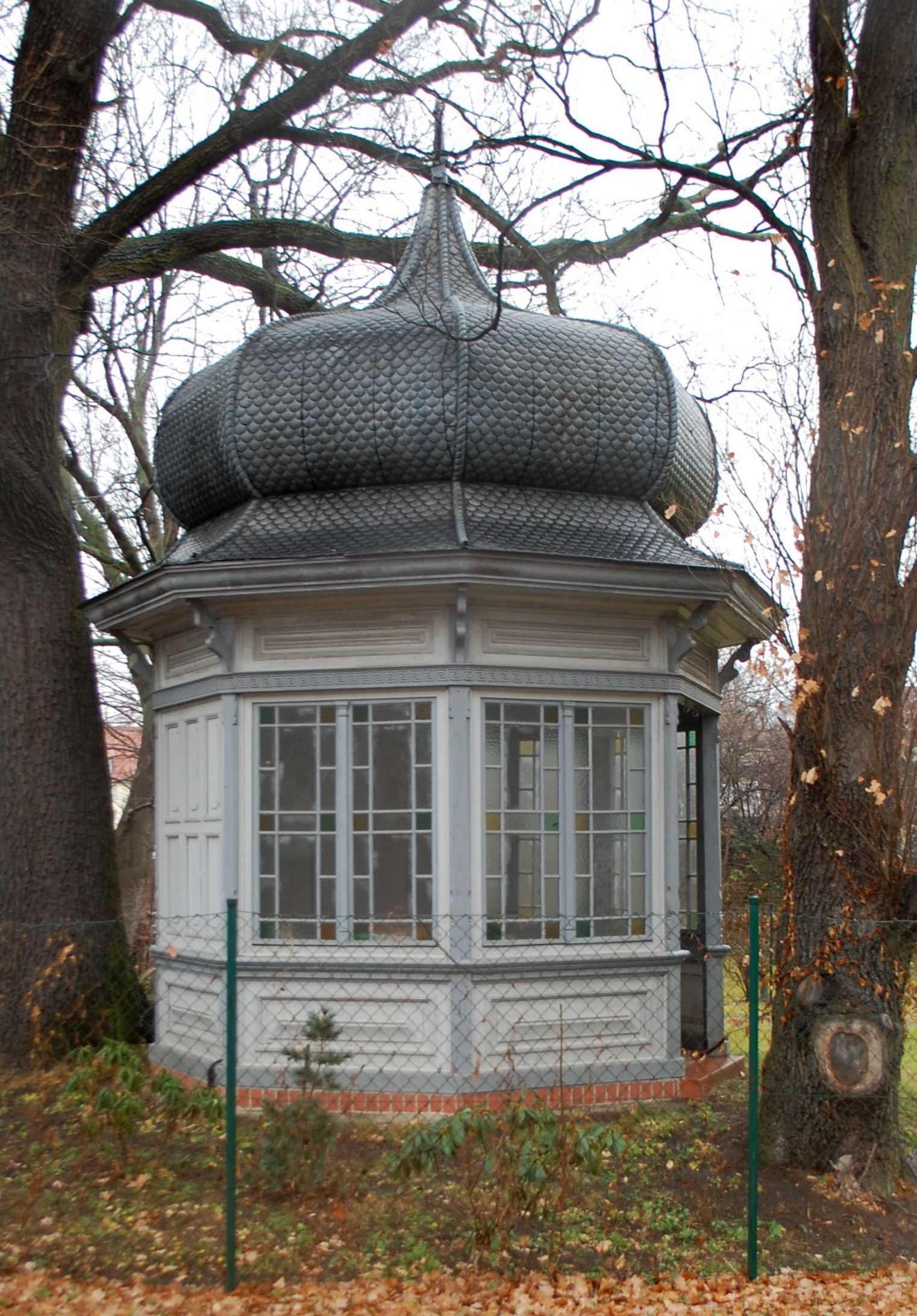
Haus Bahnhofstraße 12

Der Pavillon Bahnhofstraße 12 ist ein denkmalgeschütztes Gartenhaus in der Stadt Quedlinburg in Sachsen-Anhalt.

## Lage
Das Gartenhaus ist im Quedlinburger Denkmalverzeichnis als Pavillon eingetragen. Es befindet sich südöstlich der historischen Quedlinburger Altstadt im Garten westlich des Hauses Bahnhofstraße 12.

## Architektur und Geschichte
Das aus Holz gefertigte Gartenhaus entstand in der Zeit um 1900. Der Grundriss ist oktogonal, besonders auffällig ist das als Zwiebelhaube gestaltete Dach. Auch die Brüstungen und Fensterflügel sind aufwendig gestaltet.